# 科学史 (1506年)
科学史上的1506年发生了众多事件，本条目撷取其中部分罗列如下：

## 天文学
- （猜测日期）尼古拉斯·哥白尼开始编写《天体运行论》。在1514年之前，他把书的摘要《短论》寄给了另一位对此问题感兴趣的科学家。现在人们认为他在1530年完成了这本书，但直到1543年他即将逝世的时候才决定出版。[1][2]

## 航海

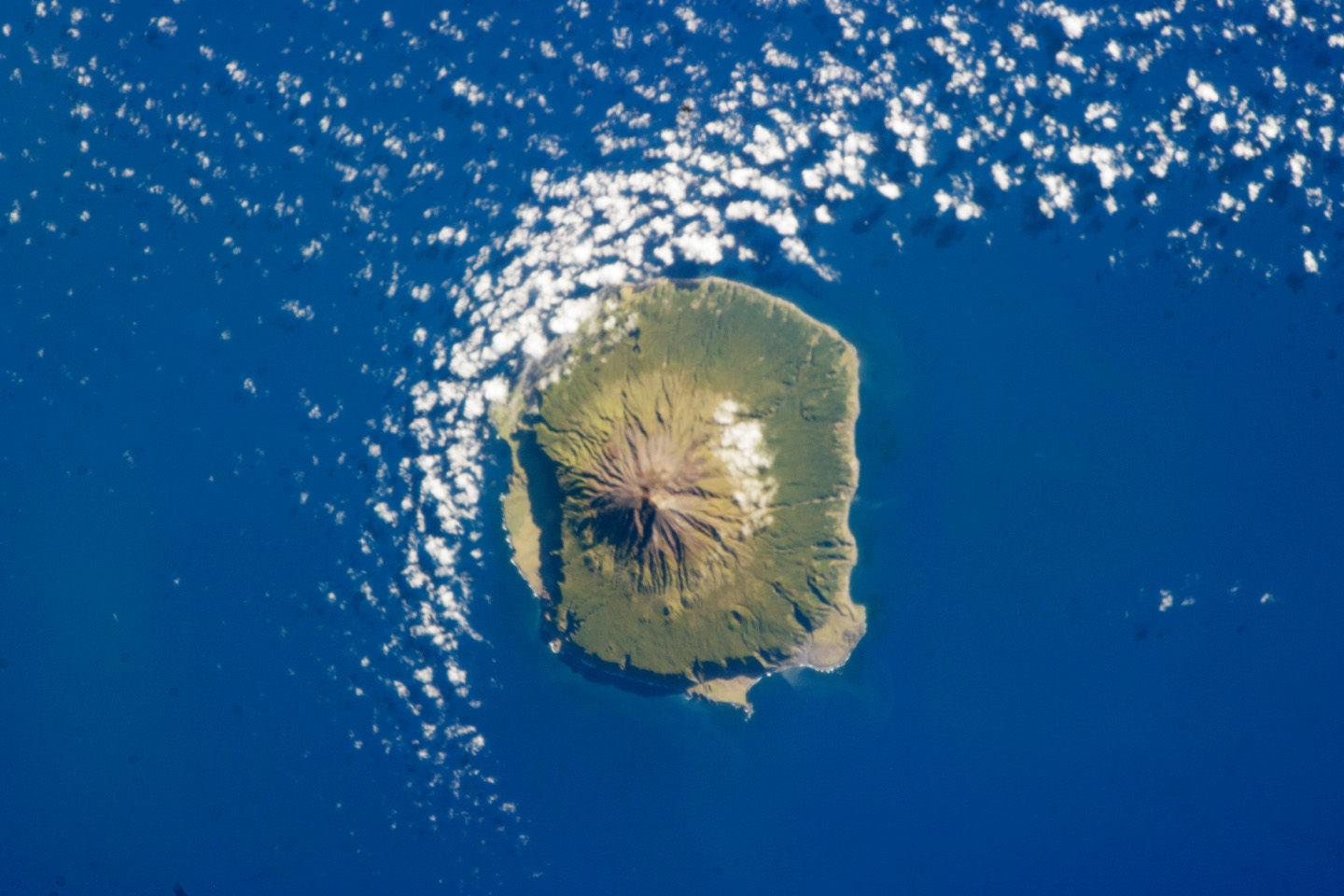
太空中鸟瞰特里斯坦-达库尼亚群岛（摄于2013年6月）

- 葡萄牙航海家特里斯唐·达·库尼亚发现了特里斯坦-达库尼亚群岛，并以自己的名字为群岛命名。

## 诞生
- 朱利奥·亚历桑德里尼（Giulio Alessandrini），意大利医生（1590年卒）

## 逝世
- 5月20日，克里斯托弗·哥伦布，意大利探险家（1451年生）